# Elindus Arena
Die Elindus Arena ist ein Fußballstadion in der belgischen Stadt Waregem (Provinz Westflandern). Das Stadion ist die Heimspielstätte des SV Zulte Waregem. 

## Geschichte
Die Arena wurde unter dem Namen Regenboogstadion 1957 eröffnet. Im Jahr 1957 fanden die UCI-Straßen-Weltmeisterschaften in Waregem statt. Das Stadion war der Zielort. Daraus leitet sich auch der Stadionname ab: Der Sieger der Weltmeisterschaft bekommt das Regenbogentrikot.
Heute besteht das Stadion aus vier Tribünen. Früher wurden auch die Stehplätze in den Kurven genutzt; nach dem Aufstieg des SV Zulte Waregem in die Erste Division im Jahr 2005 wurden sie geschlossen und zum Aufstellen von Werbetafeln genutzt. Die Flutlichtanlage ist in die Dächer der Zuschauerränge integriert. Das Stadion bot bis zu 20.000 Zuschauern Plätze.
Am 1. Februar 2021 gaben die Stadt Waregem und Zulte Waregem bekannt, dass das Stadion zur Saison 2021/22 einen neuen Namen erhält. Es wurde ein Sponsorenvertrag über zehn Jahre mit dem aus Kortrijk stammenden Energieversorger Elindus abgeschlossen. Es trägt den Namen Elindus Arena. In Erinnerung an den alten Stadionnamen wurde das Stadiongelände in Regenboogpark umbenannt.
Gegenwärtig bietet das Stadion auf seinen Rängen 12.414 Plätze.
- Tribune 1: 3823 Sitzplätze
- Tribune 2: 2710 Stehplätze
- Tribune 3: 2540 Sitzplätze
- Tribune 4: 2215 Sitzplätze plus 962 Sitzplätze für die Gästefans

Seit ein paar Jahren gab es Pläne die Sportstätte mit einer kompletten Renovierung in ein multifunktionales Fußballstadion umzubauen. Der Baubeginn erfolgte im Jahr 2014. Die Kapazität soll anfangs bei 13.500 bis 14.000 Plätzen liegen, bei Bedarf kann die Anlage auf 17.000 bis 20.000 Plätze erweitert werden kann. Der Bau wird von der Stadt Waregem und einigen Unternehmern finanziert. Zu der Sportanlage kommen noch 120 Wohnungen, ein Hotel, ein Einkaufszentrum und Freizeitmöglichkeiten wie Fitness-Center und Bowlingbahn. Der Bau wird in mehreren Abschnitten ablaufen und etwa 2017 fertiggestellt sein.

## Galerie

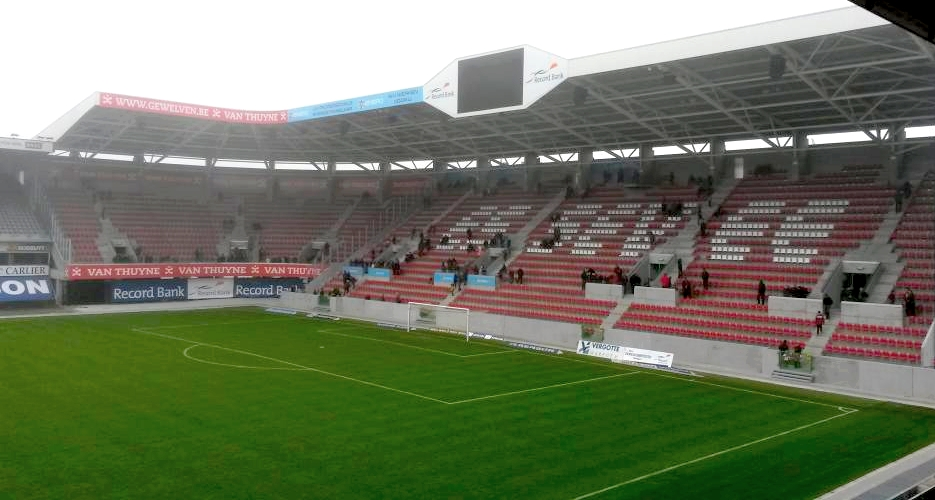
Die neue Tribune 4 (Dezember 2014)
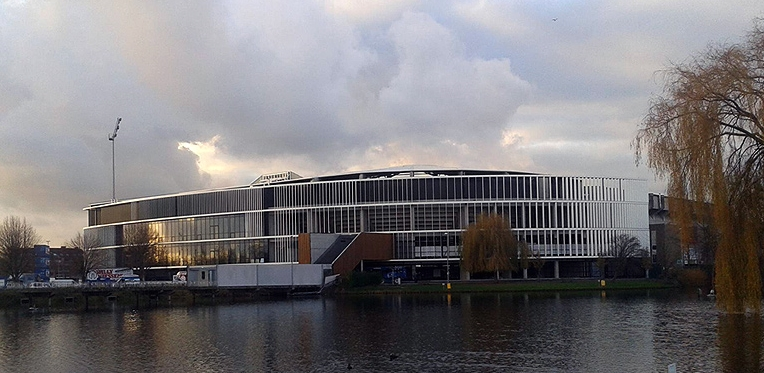
Neue Fassade (Dezember 2014)